# 许洞
许洞（976年—1015年），字洞夫，一作淵夫，北宋吴郡（今江苏省苏州市）人。太子洗馬許仲容之子，壽昌縣太君許氏之兄，科學家沈括的二舅。
真宗咸平三年（1000年）進士（《吳郡志》），任雄武軍推官，擅长弓矢擊刺之伎，精于兵学，有文才，尤精《左傳》。景德元年（1004年）著有《虎鈐經》一書，為均州（今湖北西北部）參軍。恃才傲物，與僧人潘閬有往來，因忤逆知州馬知節而被除名，一生未受重用，大中祥符四年（1011年）獻《三盛禮賦》，召試中書，任乌江（今安徽和縣烏江鎮）主簿，年四十二而卒。龔明之《中吳紀聞》載：「洞平生以文章自負，所著詩篇甚多，歐陽修嘗稱為俊逸之士者是也。」《宋史》卷四四一有傳。

## 著作
- 《虎钤经》一百卷
- 《春秋釋幽》五卷
- 《演玄》十卷

## 参看
- 武术